# Al McCoy

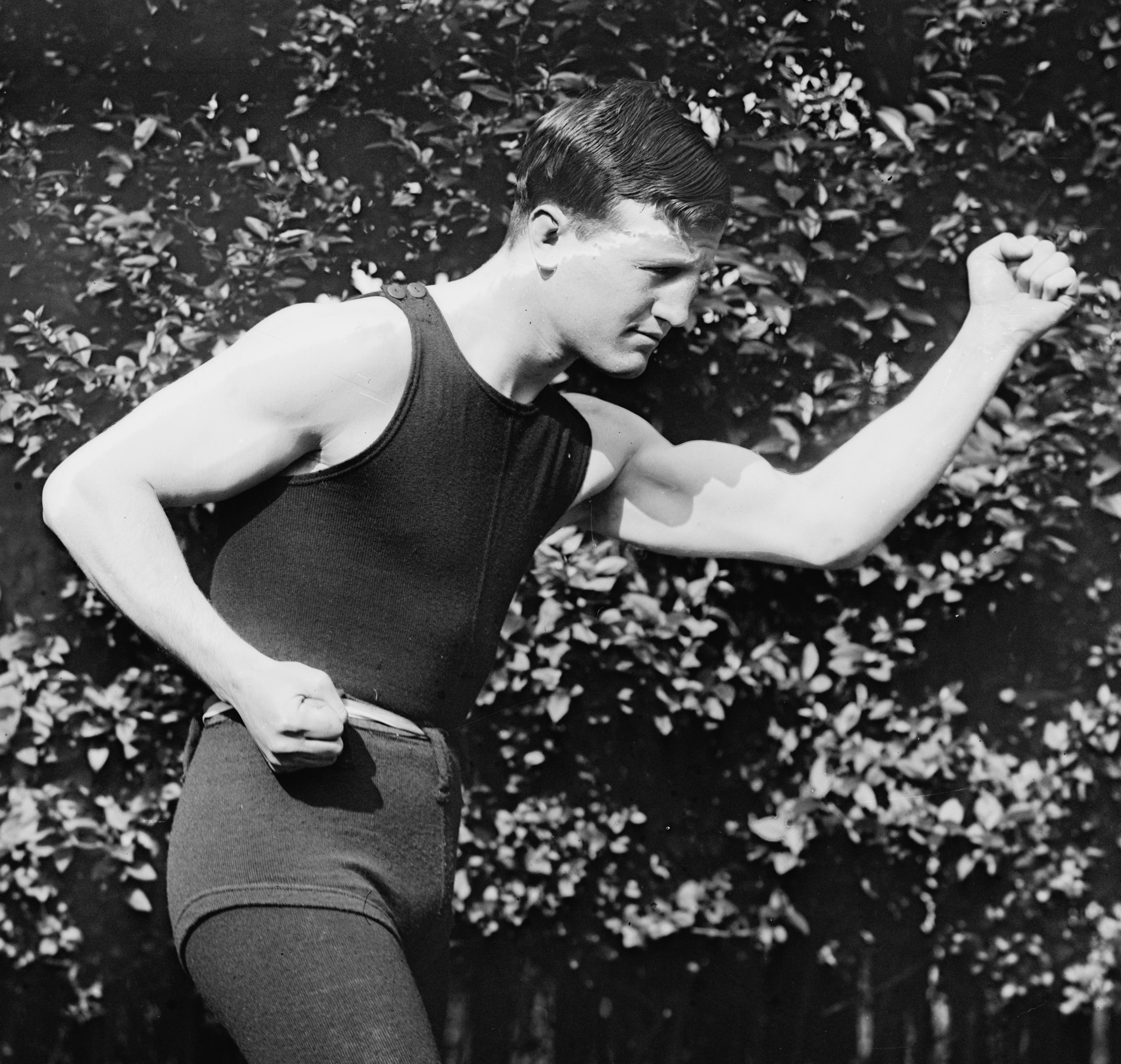
Al McKoy

Al McCoy (* 23. Oktober 1894 in Woodbine, New Jersey; † 22. August 1966) war ein US-amerikanischer Boxer im Mittelgewicht. 
Am 7. April 1914 nahm er seinem Landsmann George Chip den Weltmeisterschaftstitel ab. Diesen Gürtel hielt er bis November 1917.